# Гелиевая съёмка
Ге́лиевая съёмка — один из методов геохимических геологоразведочных работ.

Применяется для поиска и разведки месторождений природных ресурсов. 

Основоположник метода — Игорь Николаевич Яницкий

## В нефтяной геологии:

### Поисковый этап

##### Поиск
1. Лицензионная деятельность
2. Определение перспективности
3. Планирование ГРР
4. Разведка месторождений

- Сервисное сопровождение действий лицензиара в сфере недропользования
- Построение карт перспектив нефтегазоносности
- Руководство для постановки дальнейших геологоразведочных работ
- Самостоятельный вид геологоразведки

##### Разведка
1. Прогноз продуктивности
2. Разбраковка выявленных сейсморазведкой структур
3. Локализация бурения

- Геометризация литологических и неструктурных ловушек/залежей нефти и газа
- Определение поля активных запасов углеводородов
- Выявление зон улучшенной трещинной проницаемости
- Определение наиболее перспективного участка для заложения скважины

### Этап разработки

##### Бурение
1. Повышение эффективности эксплуатационных работ

- Повышение эффективности методов увеличения нефтеотдачи пласта
- Гелиевый каротаж

##### Эксплуатация месторождения
1. Выявление остаточных запасов
2. Рекомендации по переиспытанию и освоению скважин
3. Выявление скважин для ГТМ

- Гелиевый мониторинг месторождения
- Повышение эффективности эксплуатации месторождений
- Планирование методов воздействия на объект разработки
- Оценка перспективности технологических работ на месторождении
- Локализация бурения для дальнейшего освоения

## В рудной геологии:
- Поиск и разведка месторождений радиоактивных (урановых) руд;
- Поиск и разведка месторождений полезных ископаемых, связанных с разломами;

## В общей геологии:
- Картирование активных разломов, зон трещиноватости;
- Оценка герметичности ПХГ (подземных хранилищ газа);

## Теоретические основы метода
- Гелий — благородный газ, в силу химической инертности не сорбируется породами и не образует соединений с другими химическими элементами.
- Гелий является продуктом радиоактивного альфа-распада элементов U-Th ряда.
- Способность гелия к миграции выше, чем у остальных газов, кроме водорода.
- В осадочный чехол гелий из фундамента поступает за счет фильтрации по трещинным тектоническим нарушениям и зонам повышенной проницаемости, кроме того гелий генерируется in situ породами осадочного чехла, содержащими U, Th.
- По мере удаления от фундамента концентрация и парциальное давление (упругость) гелия в разрезе уменьшаются.
- Распределение стационарного потока гелия в осадочном чехле, определяется близостью (рис. 1), возрастом фундамента, мощностью осадочного чехла и общей его проницаемостью, то есть наличию глубинных разломов (рис. 2).

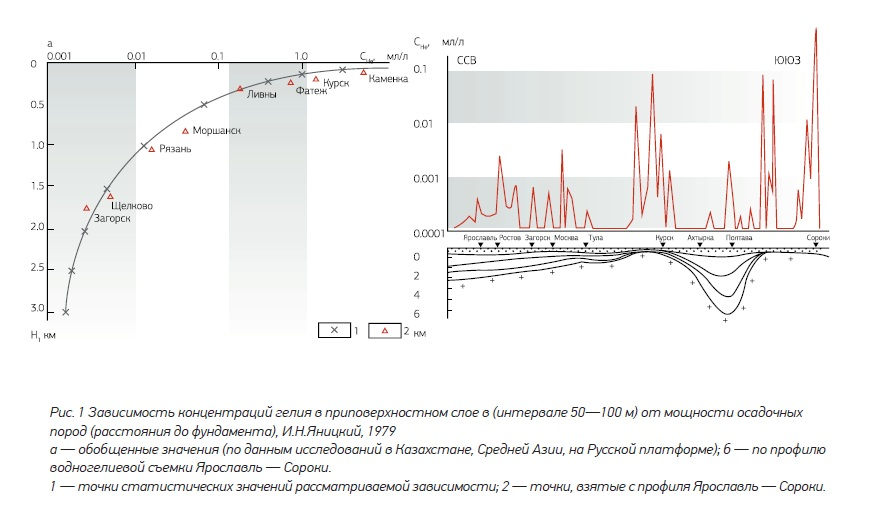
Helium concentration

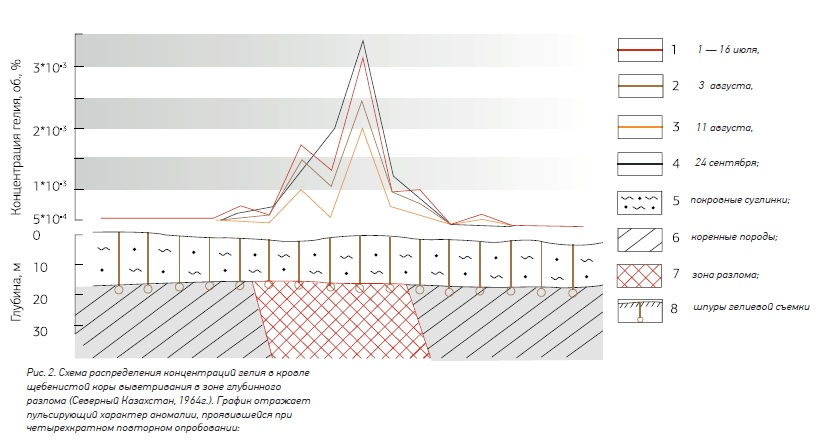
Helium concentration 2

## Гелий

### Особенности
- Не сорбируется породами и не образует соединений с другими хим. элементами.
- Является продуктом радиоактивного альфа-распада элементов U-Th ряда.
- Способность к миграции выше, чем у остальных газов, кроме водорода.
- В осадочный чехол поступает из кристаллического фундамента за счет фильтрации по трещинным тектоническим нарушениям и зонам повышенной проницаемости.
- Основным механизмом миграции является фильтрационный массоперенос, что позволяет перемещаться на большие расстояния за короткие сроки.
- Распределение стационарного потока в осадочном чехле определяется близостью и возрастом фундамента и проницаемостью осадочного чехла,т.е. наличием глубинных разломов.

Фундаментальным для прогноза залежей нефти и газа по гелию является тот факт,что растворимость гелия в нефти на порядок больше, чем в воде

## Виды гелиевой съемки

### Виды гелиевой съемки и решаемые задачи
_